# ذا دو-أوفر
ذا دو-أوفر (بالإنجليزية: The Do-over)‏ هو فيلمٌ كوميديٌّ وحركة من إخراج ستيفن بريل وكتابة كيفن بارنيت وكريس باباس، ومن بطولة آدم ساندلر وديفيد سبيد. الفيلم من توزيع نيتليفكس وهو الفيلم الثاني من أصل أربعة لآدم ساندلر في تعاون مع شبكة نتفلكس. صدر الفيلم عالميًّا على نيتفليكس في 27 مايو 2016.

## وصلات خارجية
- ذا دو-أوفر على موقع IMDb (الإنجليزية)
- ذا دو-أوفر على موقع ميتاكريتيك (الإنجليزية)
- ذا دو-أوفر على موقع روتن توميتوز (الإنجليزية)
- ذا دو-أوفر على موقع نتفليكس (الإنجليزية)
- ذا دو-أوفر على موقع قاعدة بيانات الأفلام العربية
- ذا دو-أوفر على موقع ألو سيني (الفرنسية)
- ذا دو-أوفر على موقع أول موفي (الإنجليزية)
- ذا دو-أوفر على موقع فيلمافينيتي (الإسبانية)
- ذا دو-أوفر على موقع قاعدة بيانات الفيلم (الإنجليزية)
- ذا دو-أوفر على موقع ليتربوكسد (الإنجليزية)